# Fotbollshjärta
Fotbollshjärta är en dokumentärserie som hade premiär på Viaplay den 1 mars 2024. Första säsongen består av två avsnitt.

## Handling
Serien kretsar kring den danske fotbollsspelaren som spelar för Malmö FF och som under en träning i maj 2023 kollapsar. Undersökningar visar att han behöver en S-ICD (implantable cardioverter-defibrillator) implanterad. Serien följer hans kamp för att komma tillbaka till fotbollsplanen.

## Medverkande (i urval)
- Christine Møller
- Anders Christiansen